# Mondbasalt 70017
Der  Ilmenit-führende Mondbasalt 70017 ist ein Mondgestein, das 1972 von Eugene Cernan und Harrison Schmitt im Verlauf der Apollo-17-Mission  in der Nähe der Mondlandefähre im Taurus-Littrow-Tal aufgelesen wurde.

## Beschreibung

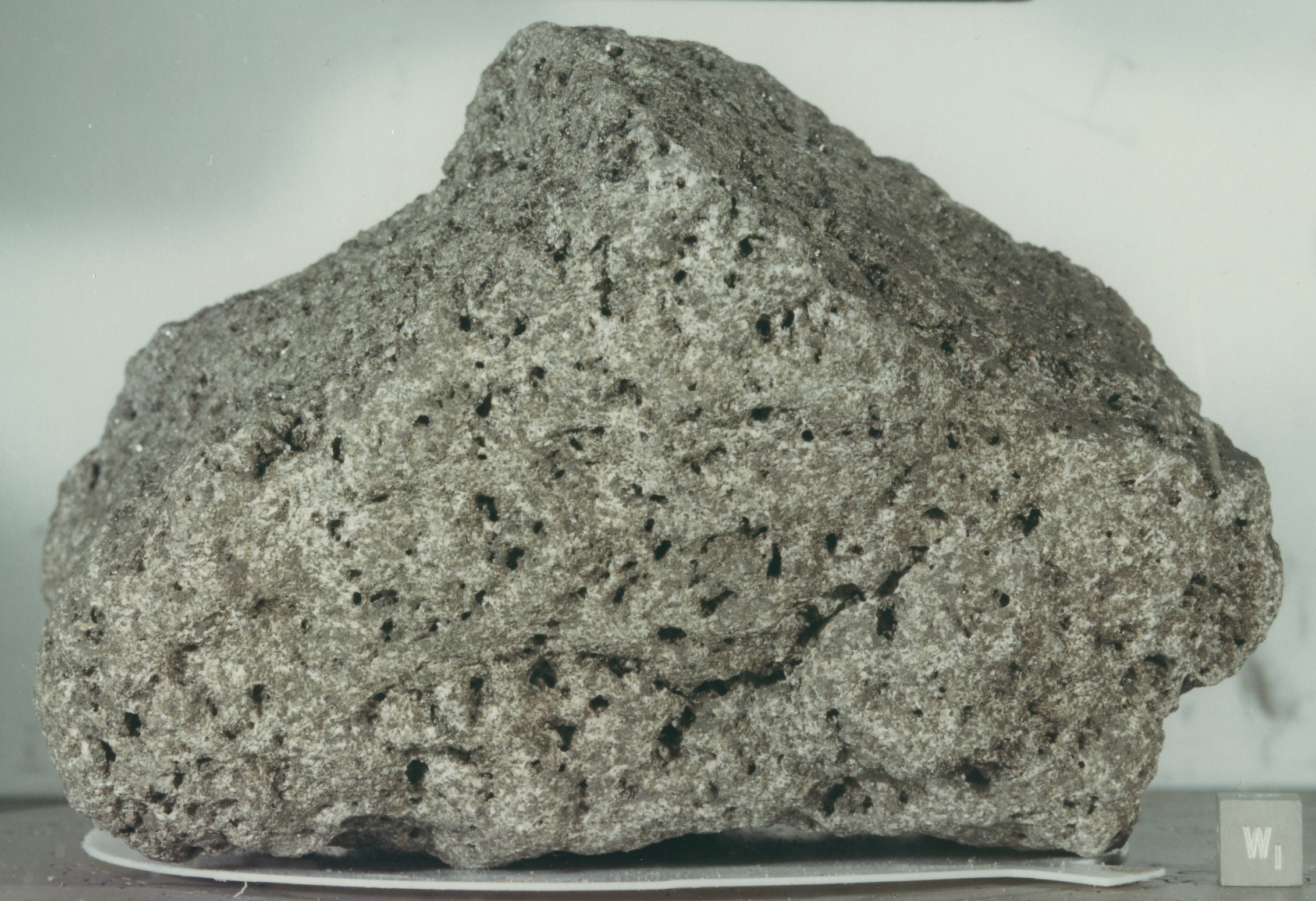
Handstück des Mondbasalts 70017

Der mittelkörnige, blasenreiche Mondbasalt 70017 ist ein 2957 Gramm schweres Handstück. Es kann als holokristalliner, gleichkörniger, poikilitischen Plagioklas-führender Basalt mit hohem Titan-Gehalt bezeichnet werden. Das Gestein ist aus rund 30 Volumenprozent Plagioklas, 59 Volumenprozent Pyroxen, 10 Volumenprozent Ilmenit und 1 Volumenprozent Olivin zusammengesetzt.
Der Basalt kristallisierte vor zirka 3700 Millionen Jahren BP im Verlauf der spätimbrischen Periode. Er war rund 220 Millionen Jahre der kosmischen Strahlung ausgesetzt.

## Mineralogie
Der Mondbasalt 70017 besteht aus folgenden Mineralen:
- Klinopyroxen
- Plagioklas
- Olivin
- Ilmenit
- Cristobalit

Akzessorisch und in Spuren treten auf:
- Chromit
- Rutil
- Armalcolit
- Spinell
- Troilit

## Petrographie
Häufigstes Mineral im Mondbasalt 70017 mit 49,3 bis 57,6 Volumenprozent ist Klinopyroxen, das als 1 bis 2 Millimeter große, gleichdimensionierte, hypidiomorphe Kristalle mit Ilmeniteinschlüssen erscheint. Die Klinopyroxene sind zonar gebaut mit subkalzischem Augit im Kern und eisenreichem Pigeonit in den Randzonen. Die Kerne enthalten bis zu 3,5 Prozent TiO2 und 4,5 % Al2O3. Die bis zu 4 Millimeter großen Plagioklase (19,8 bis 26 Volumenprozent) der Zusammensetzung An69-88  zeigen polysynthetische Verzwillingung und umschließen poikilitisch Klinopyroxen, Olivin und Ilmenit. In Zwickeln zwischen Klinopyroxen und Plagioklas wird spät kristallisierender Cristobalit (1,3 bis 1,6 Volumenprozent) mit charakteristischer, zerbrochener Struktur angetroffen. Gleichkörniger Olivin  (0,4 bis 1,0 Volumenprozent) der Korngröße um 0,1 Millimeter hat die Zusammensetzung Fo66-69 und bildet Einschlüsse im Kern der Klinopyroxene sowie im Plagioklas. Unter den opaken Mineralen (19,2 bis 22,0 Volumenprozent) überwiegt Ilmenit, der in langen Ketten vorkommt. Er weist Entmischungen von Chromit und Rutil auf. Armalcolit war wahrscheinlich als Frühphase zugegen, liegt jetzt aber überwiegend als Ilmenit vor. Reliktueller Armalcolit findet sich in Pyroxenkernen. Winzige Chromitkörner sind in Olivin zugegen. Als Spuren sind Spinell (Chrom-reicher Ulvöspinell), Troilit und metallisches Eisen vorhanden.
In Zwickeln des Mondbasalts erscheint zwischen den Phänokristallen eine sehr komplexe Mesostasis (0,3 bis 1,4 Volumenprozent), die sich aus braunem Glas, Kieselsäure, Troilit, Whitlockit und Spuren von Tranquillityit zusammensetzt. Sie besteht zu rund 70 % aus SiO2 und 5 % K2O.
Roedder und Weiblen untersuchten silikatische Schmelzeinschlüsse in Ilmenit. Sie fanden Hoch- und Niedrig-Kaliumschmelzen, die sich nicht miteinander mischen ließen.

## Chemische Zusammensetzung
In der folgenden Tabelle sind geochemische Analysewerte für den Mondbasalt 70017 angegeben:
| Oxid Gew. % | Gestein     | Spurenelement ppm | Gestein   | CIPW-Norm | Gew. % |
| ----------- | ----------- | ----------------- | --------- | --------- | ------ |
| SiO2        | 37,62-38,80 | Ni                | 1-24      | q         | 0      |
| TiO2        | 12,21-13,90 | Cr                | 2950-5400 | or        | 0,41   |
| Al2O3       | 7,40-9,73   | Zn                | 2-4       | ab        | 3,47   |
| FeO         | 17,50-19,60 | Sr                | 127-306   | an        | 22,10  |
| MnO         | 0,233-0,290 | Rb                | 0,28-1,20 | di        | 31,47  |
| MgO         | 9,13-10,45  | Ba                | 43-250    | hy        | 25,19  |
| CaO         | 7,14-13,4   | La                | 3,99-10,0 | ol        | 0,72   |
| Na2O        | 0,31-0,43   | Eu                | 1,49-1,77 | cm        | 0,80   |
| K2O         | 0,036-0,070 | Nd                | 12,1-20,0 | il        | 26,40  |
| P2O5        | 0,040-0,052 | Zr                | 138-304   | ap        | 0,09   |

Der Mondbasalt 70017 ist typisch für die außerordentlich an Titan, Eisen und Magnesium angereicherten Basalte (Titan > 12 %, Eisen >17 %, Magnesium >9 %) aus dem Taurus-Littrow-Tal, zu deren Gruppe B er zählt (mit Samarium <9 ppm). Er steht in unmittelbarer Verwandtschaft mit den von Apollo 11 zurückgebrachten Basaltproben. Bei den Seltenen Erden, die um den Faktor 10 bis 20 gegenüber Chondriten angereichert sind, ist eine schwach negative Europiumanomalie erkennbar. Die Probe ist an Quarz untersättigt und Diopsid-, Hypersthen- und Olivin-normativ. Unter den Normmineralen treten neben Pyroxen und Plagioklas Ilmenit und Chromit hervor.

## Alter
Mit unterschiedlichen Datierungsmethoden konnten für den Mondbasalt 70017 Alter zwischen 3670 und 3800 Millionen Jahre BP erbracht werden, wobei das niedrigere Alter zu bevorzugen ist.